# ウィリアム・プレストン (海軍長官)

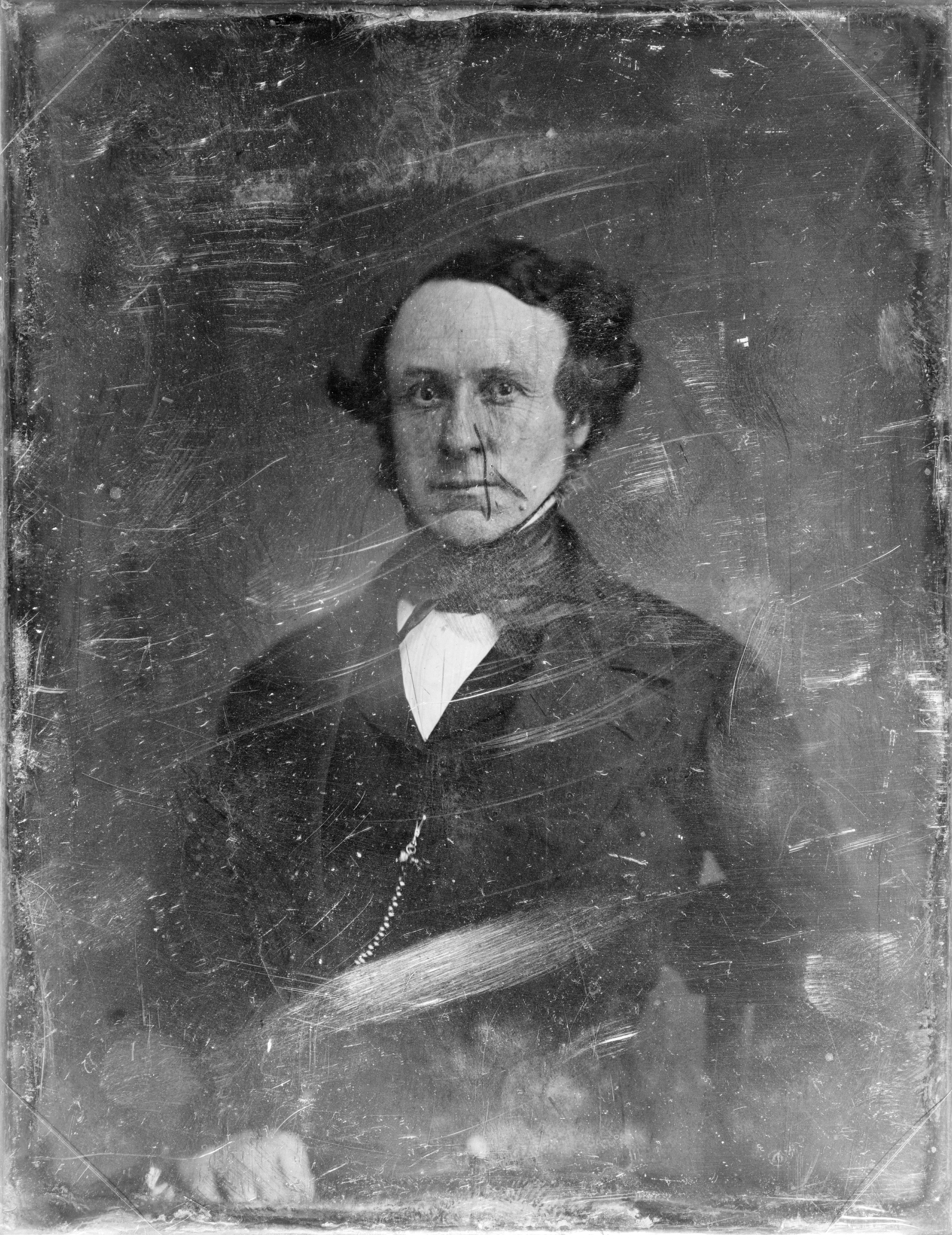
ウィリアム・プレストン

ウィリアム・バラード・プレストン（William Ballard Preston, 1805年11月25日 - 1862年11月16日）は、アメリカ合衆国の政治家。1849年から1850年まで第19代アメリカ合衆国海軍長官を務めた。

## 生涯
1805年、プレストンはバージニア州スミスフィールドで生まれた。プレストンは1821年にハンプデン＝シドニー大学に入学し、文学や法医学の分野で積極的に活動した。そして1824年に同大学を卒業すると、バージニア大学で法律を学び、1826年に弁護士として認可を受けた。
若き弁護士となったプレストンは間もなくホイッグ党の党員となり、1830年にバージニア州下院議員に選出された。1831年の会期でプレストンは奴隷廃止を訴える活動に参加した。その後、プレストンは弁護士業に復帰し、民間で約8年を過ごした。1840年、プレストンは再び政治の世界に目を向け、州上院議員に選任された。その後1844年に州下院議員に戻り、1846年に連邦下院議員に選出された。
1849年、ザカリー・テイラー大統領はプレストンを海軍長官として指名した。海軍長官となったプレストンはその在任中、合衆国の西方拡張とカリフォルニアの取得のためにアメリカ海軍を指揮した。プレストンの指揮の下、アメリカ海軍の制海権は太平洋をはさんだ極東地域へと進出し、合衆国の通商地域も同じく中国地域へ進出した。プレストンは通商のさらなる拡大のために帆船から蒸気船への転換を推し進め、また艦砲の改良にも積極的に乗り出した。だが1850年、テイラー大統領が死去すると、後任とったミラード・フィルモア大統領は閣僚の総入れ替えを行い、プレストンは政界を退いた。
海軍長官退任後、プレストンは弁護士業を再開した。1858年にはバージニア州ノーフォークとフランスのル・アーヴルの間の商用航路確立のために交渉役として派遣されるなどして、高い評判を獲得した。プレストンは特にフランスと関連する仕事を引き受け、それは南北戦争の勃発まで続いた。
1860年、大統領選挙でエイブラハム・リンカーンが勝利を収めると、合衆国南部の諸州では次々と合衆国離脱の声が上がった。バージニア州もまた南部に位置していたため、周囲から合衆国離脱の圧力を受けたが、1860年までは均衡状態が維持されていた。だが南北間の緊張状態が増加した1861年初めになると、いよいよ合衆国離脱がバージニア州民にとっても現実的なものとなった。1861年2月13日、連邦離脱した7州によりアメリカ連合国臨時議会が開催されると、バージニア州でも独自に離脱に関して議論するための会議が開催された。プレストンはその代表人として選出され、同州リッチモンドに召集された。
1861年4月12日、サムター要塞への砲撃が通知されると、連邦離脱を議論する会議における保守的勢力は弱まりを見せた。そしていよいよ脱退が不可避な情勢となった4月16日、プレストンは非公開の会議において連邦離脱を支持した。議決は88票中55票が離脱賛成であり、これによりバージニア州の離脱が決定した。
その後プレストンはバージニア州からアメリカ連合国上院議員に選出され、死去するまで連合国議員として活動した。そして1862年、プレストンはバージニア州スミスフィールドで死去した。プレストンの遺体は個人墓地に埋葬された。
プレストンの死後、その功績が称えられ、アメリカ海軍において駆逐艦ウィリアム・B・プレストンにその名が付けられた。